# Shakotan-Halbinsel

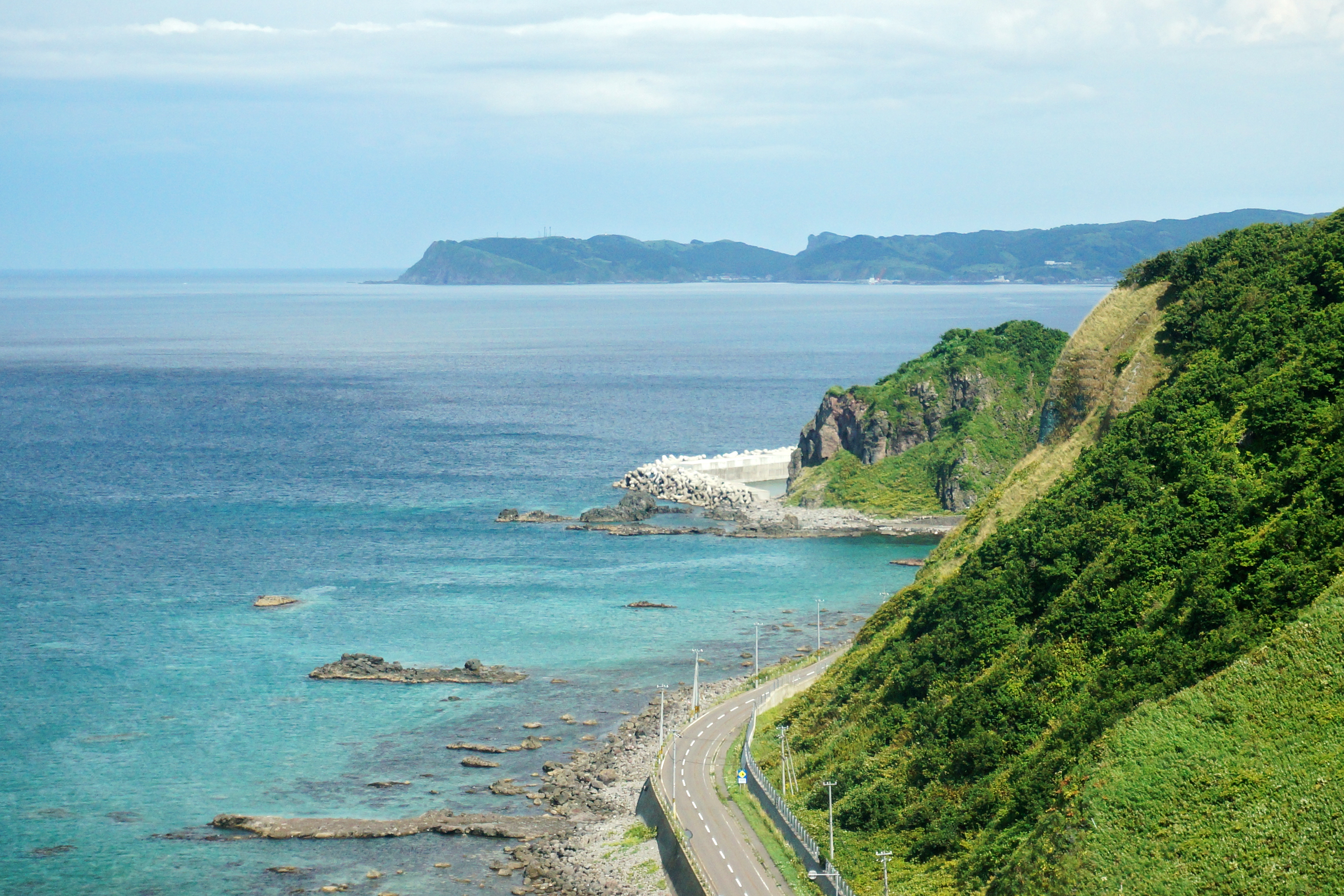
Kap Shakotan in Shakotan

Die Shakotan-Halbinsel (jap. 積丹半島, Shakotan-hantō) ist eine Halbinsel in der Präfektur Hokkaidō in Japan. 
Sie liegt westlich von Sapporo und befindet sich an der Westküste der Insel Hokkaidō in der Präfektur Hokkaidō und erstreckt sich nach Westen in das Japanische Meer. 